# 聖胡安德伊里斯區
11°41′05″S 76°31′39″W / 11.68472°S 76.52750°W
聖胡安德伊里斯區（西班牙語：Distrito de San Juan de Iris），是秘魯的一個區，位於該國中南部利馬大區的瓦羅奇里省，始建於1964年7月24日，面積124.3平方公里，海拔高度3,400米，2005年人口234，人口密度每平方公里1.9人。